# 豊田南インターチェンジ
豊田南インターチェンジ（とよたみなみインターチェンジ）は、愛知県豊田市生駒町にある伊勢湾岸自動車道のインターチェンジ(IC)である。

## 概要
豊田市西南部に位置する。インターチェンジは愛知県道56号名古屋岡崎線と直接接続し、国道155号、国道419号を挟むダイヤモンド型インターチェンジである。上下線出入口はこの2路線を挟むことから約1 km離れている。

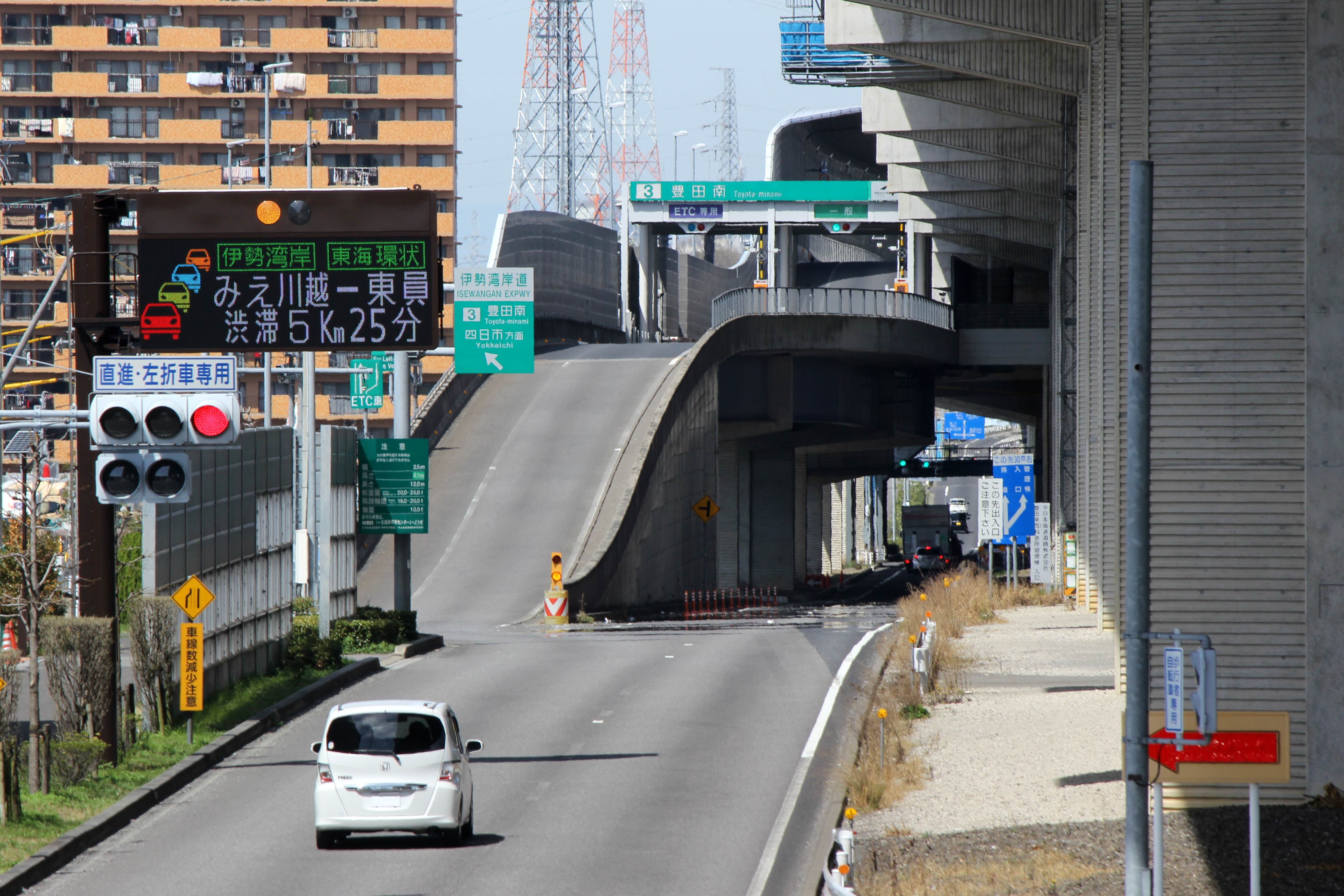
四日市方面入口のランプウェイ。愛知県道56号名古屋岡崎線から分岐する構造。
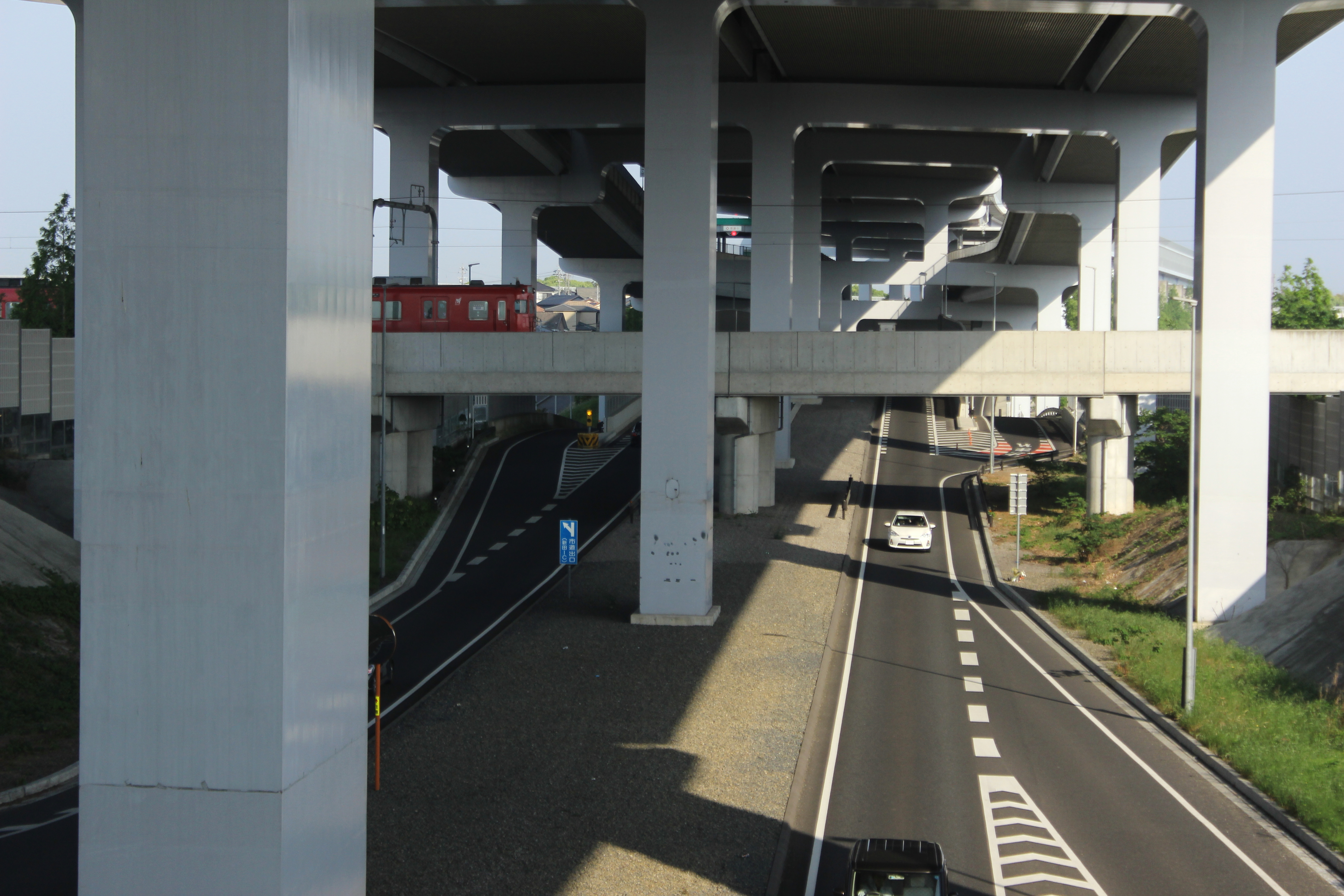
複雑に入り組む豊田JCT方面のランプウェイ付近。横断する鉄道は名鉄三河線。

## 歴史
- 2003年（平成15年）12月25日 : 伊勢湾岸道の豊田南IC - 豊明IC間が開通[2]。
- 2004年（平成16年）12月12日 : 豊田JCT - 豊田南IC間開通に伴い伊勢湾岸自動車道が東名高速道路方面と接続[3]。

## 周辺
- アイシン 新豊工場
- アイシン高丘 本社
- ヤマト運輸 中部ゲートウェイベース
- ヤマト運輸 中部ゲートウェイ営業所
- カネスエ 豊田センター
- 豊田市消防本部 南消防署高岡出張所

## 接続する道路
| 画像左 : 国道419号（手前交差点を左右に横断する道路）と間接接続。奥は四日市方面からの出口。画像右 :国道155号、衣浦豊田道路と間接接続する。  |  | 画像左 : 国道419号（手前交差点を左右に横断する道路）と間接接続。奥は四日市方面からの出口。画像右 :国道155号、衣浦豊田道路と間接接続する。 |
| 画像左 : 国道419号（手前交差点を左右に横断する道路）と間接接続。奥は四日市方面からの出口。 画像右 :国道155号、衣浦豊田道路と間接接続する。 |  | |

- 直接接続
  - 愛知県道56号名古屋岡崎線
- 間接接続
  - 国道155号
  - 衣浦豊田道路：生駒IC
  - 国道419号

## 料金所

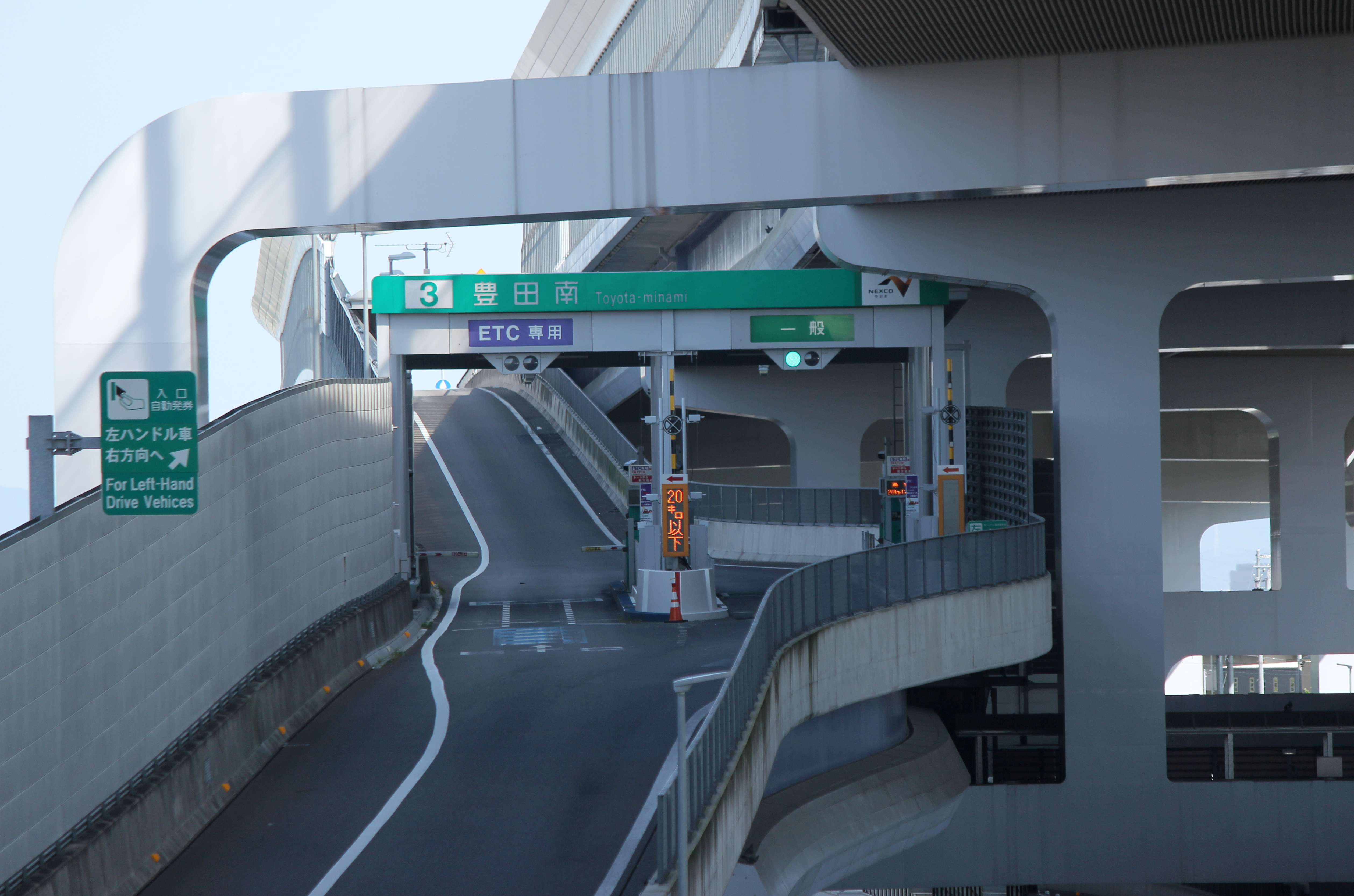
第一料金所。2レーン式である。

レーン運用は、時間帯やメンテナンスなどの事情によって変更される場合がある。

### 第一料金所（豊田方面）
入口
- レーン数：2[4]
  - ETC専用：1
  - 一般：1

出口
- レーン数：3[4]
  - ETC専用：1
  - 一般：2

### 第二料金所（四日市方面）
入口
- レーン数：2[4]
  - ETC専用：1
  - 一般：1

出口
- レーン数：2[4]
  - ETC専用：1
  - 一般：1

## 隣
E1A 伊勢湾岸自動車道
(19-2) 豊田JCT（東名高速に接続） - (3) 豊田南IC - (3-1) 刈谷PA/SIC - (4) 豊明IC